# Cuniberto

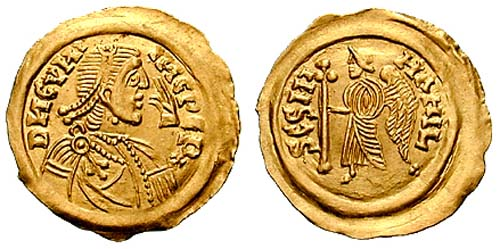
Tremís de Cuniberto, acuñado en Pavía.

Cuniberto (también Cuninberto o Cuniperto) fue un rey de los lombardos desde 688 a 700. Sucedió a su padre, Pertarito, aunque fue asociado al trono desde 680.
Poco después del inicio de su reinado, Cuniberto fue expulsado por Alahis, duque de Brescia (que había sido previamente duque de Trento). Alahis ya se había rebelado durante el reinado de Pertarito, pero fue Cuniberto quien, según Pablo el Diácono en su Historia Langobardorum persuadió a su padre de que le perdonara. Consta que Pertarito avisó a su hijo de las consecuencias. Efectivamente, a su muerte, Alahis forzó a huir a Cuniberto a la isla Comacina, en el Lago Como.
El único registro existente del gobierno de Alahis figura en el libro V de la Historia Langobardorum, donde se le retrata como tiránico y antagónico con la Iglesia católica. Habiendo perdido el apoyo de la Iglesia, y del pueblo, le fue posible a Cuniberto volver a Pavía y retomar el control. Alahis, sin embargo todavía tenía suficiente apoyo para enfrentarse, pero fue derrotado en la batalla de Coronate, cerca de Lodi, donde murió.
Durante su reinado, Cuniberto tuvo que hacer frente a otra rebelión del duque Ansfrido de Friuli.
Murió en 700, siendo sucedido por su hijo Liutperto. Fue enterrado en Pavía, en la Basílica de Santissimo Salvatore. Fue el primer monarca lombardo que emitió monedas con su imagen.